# ماكنزي تسيغلر
ماكنزي زيغلر (بالهولندية: Mackenzie Ziegler)‏ هي عارضة ومغنية وممثلة أمريكية، ولدت في 4 يونيو 2004 في بيتسبرغ في الولايات المتحدة.

## وصلات خارجية
- الموقع الرسمي
- ماكنزي تسيغلر على موقع IMDb (الإنجليزية)
- ماكنزي تسيغلر على موقع ميوزك برينز (الإنجليزية)
- ماكنزي تسيغلر على موقع أول ميوزيك (الإنجليزية)
- ماكنزي تسيغلر على موقع ديسكوغز (الإنجليزية)
- ماكنزي تسيغلر على موقع ديسكوغز (الإنجليزية)
- ماكنزي تسيغلر على موقع قاعدة بيانات الفيلم (الإنجليزية)
- ماكنزي تسيغلر على موقع كينوبويسك (الروسية)